# Badhuizen in Hongarije
Badhuizen komen in heel Hongarije voor. Er zijn ongeveer 1600 geregistreerde bronnen in het land. Hiervan worden er bijna 400 gebruikt voor kuurdoeleinden. Er wordt onderscheid gemaakt tussen thermale (Hongaars: termálvíz) en helende (gyógyvíz) bronnen. In beide gevallen heeft het water een temperatuur van ten minste 30 °C. In het tweede geval heeft het water bovendien een hoog mineraalgehalte, wat voor heelkundige behandeling geschikt zou zijn. Bij een groot aantal bronnen zijn zwembaden en badhotels gebouwd. Daarmee staat Hongarije in de wereldtop vijf van landen die thermaal water gebruiken, na Japan, IJsland, Italië en Frankrijk.

## Terminologie
In de praktijk worden de termen badhuis, thermen, zwembad, thermaalbad en bad door elkaar gebruikt.  Ze overlappen elkaar wat betekenis betreft. In dit artikel wordt het Hongaarse onderscheid gehanteerd tussen zwembad (uszoda) en thermaalbad (gyógyfürdő). Met 'zwembad' wordt een verzameling bassins waar het zwemmen voorop staat bedoeld. Met 'thermaalbad' wordt een verzameling bassins bedoeld waar het kuren en relaxen voorop staat. Vaak komen er bij een uszoda ook één of meer thermale bassins voor, en andersom. Daarnaast kent het Hongaars nog het woord 'strand' (strandfürdő), dat gebruikt wordt voor complexen waar het plezier voorop staat. Meestal zijn dit openluchtbaden met gras en speelvoorzieningen. Deze laatste categorie wordt in dit artikel niet bedoeld.

## Geschiedenis
Diep in de Hongaarse bodem zijn vulkanische warmwaterbronnen aanwezig. Daardoor komt in vrijwel geheel Hongarije thermaal water voor. Door breuken in de aardkorst, komt dit water op vele plaatsen op natuurlijke wijze naar de oppervlakte. De Kelten, die zich honderden jaren voor Christus op vele plaatsen in het huidige Hongarije vestigden, deden dit rondom deze natuurlijke bronnen. Het hele jaar door hadden zij, warm, drinkbaar water binnen handbereik. Een badcultuur was er destijds nog niet. Het grootste aantal baden was altijd in het westelijke en centrale deel van het land te vinden, waar de Romeinen zich vanaf 50 v. Chr. vestigden. Tijdens de overheersing van Hongarije door de Ottomanen bereikte de badcultuur een nieuw hoogtepunt. Vanaf die tijd zijn thermaalbaden niet meer weg te denken uit het Hongaarse leven. In de loop der jaren zijn er steeds meer baden in de oostelijke helft van het land bij gekomen. Tijdens de Ottomaanse overheersing waren badhuizen vooral bedoeld voor hygiène en het onderhouden van contacten. Later is daar het medisch gebruik bijgekomen, omdat veel Hongaren menen dat het thermische water met natuurlijk mineralen, een helende werking heeft. Balneotherapie en fysiotherapie in het water, wordt nog veel toegepast.
Thermaal water draagt niet alleen bij aan de infrastructuur via de vele badhuizen, maar heeft ook gezorgd voor vele prachtige grotten, deels toegankelijk voor het publiek, met druipstenen en diverse gekristaliseerde steenformaties. Een enkel thermaalbad is zelfs gevestigd in een dergelijke grot.

## Boedapest

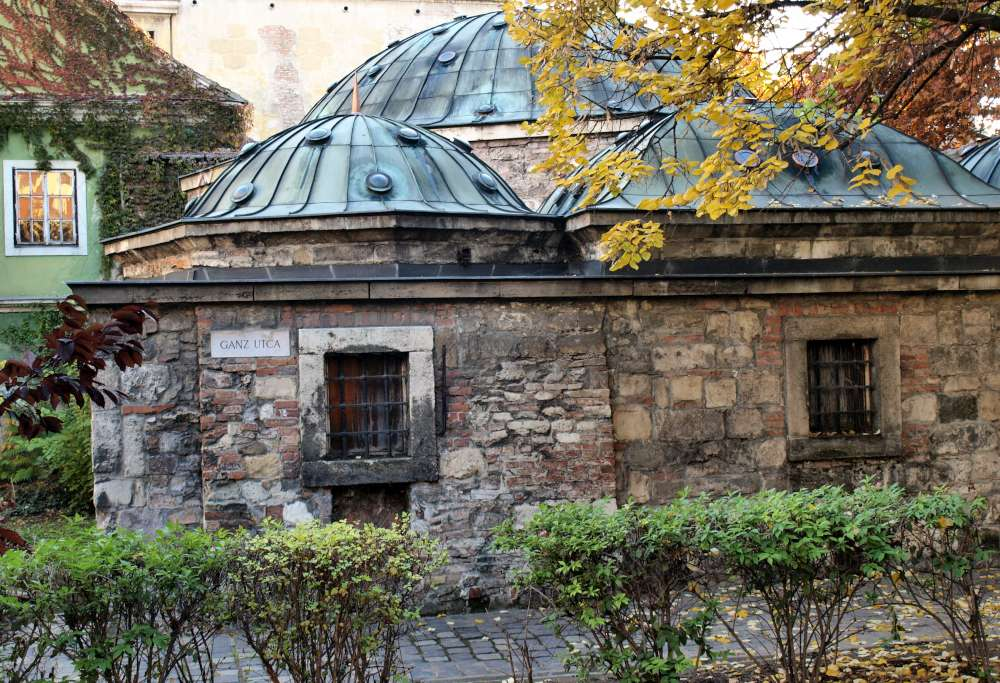
Királybad in Boedapest

De Kelten stichtten  zo'n 400 v. Chr. een nederzetting in het huidige Boedapest. Zij noemden deze 'Ak-Ink', oftewel: overvloed aan water. Daarmee bedoelden ze niet de rivier de Donau, doch de vele bronnen die ze aantroffen en rondom welke zij zich vestigden. Deze bronnen liggen langs de zogenoemde Boeda-thermaal-lijn, een breuklijn waar het ondergrondse water op natuurlijke wijze door naar boven komt. De Romeinen en later de Ottomanen bouwden hun baden langs deze vulkanische breuklijn.
Uit Romeinse tijd is nog één -tot ruïne verworden- badhuis te bezoeken. Uit ottomaanse tijd zijn in drie badhuizen nog delen terug te vinden, nu dus bijna 500 jaar oud.
Na de Ottomaanse dominantie, werden de thermaalbaden die de oorlog overleefd hadden, door keizer Leopold I weggegeven aan zijn achterban. Zo verkreeg zijn lijfarts, Frigyes Illmer, het Sáros- en Rudasbad.
Volgens de gewoonten van die tijd, de Habsburgse overheersing, waren de baden in Boeda veeleer plaatsen van amusement en niet van heling. De eigenaren, uit op winst, benadrukten het wassen en het sociale aspect boven de curatieve werking. In deze baden waren dan ook geen dokters of fysiotherapeutische masseurs aanwezig. In tegenstelling hiermee kende in deze periode Pest verschillende hoogstaande kuurbaden inclusief doktoren en fysiotherapeuten. Zelfs twee zogenoemde 'Russische baden', waar men gemasseerd kon worden met berkenstokken. Omdat Pest niet op de thermaal-lijn is gelegen, maakten deze baden gebruik van al dan niet verwarmd Donau-water. Aan het einde van de 19de eeuw zijn al deze baden gesloten en kon men alleen nog maar in Boeda terecht voor een badhuis.
Langzaam maar zeker werden de badhuizen eigendom van de stad. Als eerste, in 1831, het Rudasbad. Als laatste, in 1931, het Rácbad. Pas in 1929 definieert de stad bij wet drie regio's voor badhuizen met curatieve werking. Rondom de Gellértheuvel het Rác-, Rudas- en Gellértbad. Noordelijker, het Császár-, Lukács- en Margitbad.
De stad kent maar liefst 136 thermaal bronnen, die tezamen dagelijks 70 miljoen liter water naar de oppervlakte brengen.
In het noorden van het stadsdeel Boeda heeft het water een temperatuur van zo'n 23°C. In het centrum en het zuiden van Boeda bereikt het water een maximum temperatuur van 58°C, omdat het water dieper uit de grond komt. Het enige openbare badhuis in stadsdeel Pest wordt voorzien van water dat een temperatuur bereikt van 77°C.

## Lijst met baden
Hieronder een selectie van de belangrijkste badhuizen en -plaatsen in Hongarije.

### Boedapest
- Dagálybad
- Dandárbad
- Gellértbad
- Királybad
- Rácbad
- Rudasbad
- Széchényibad
- Szent Lukácsbad
- Veli bejbad

### Noordwest-Hongarije
Afgezien van Boedapest liggen hier waarschijnlijk de meest bekende kuurplaatsen. De meeste worden gevonden in de provincies Vas en Zala, niet ver van de grens met Oostenrijk. 
- Bük
- Hévíz
- Kehidakustány
- Sárvár
- Zalakaros

### Zuidwest-Hongarije
Waarschijnlijk het meest bekende thermaalbad is dat van Harkány, zo’n twintig kilometer ten zuiden van Pécs. Er zijn echter nog tal van minder bekende baden.
- Dombóvár
- Harkány
- Igal
- Magyarhertelend
- Szigetvár

### Zuidoost-Hongarije
Het bekendste bad hier is dat van Gyula, in de buurt van Békéscsaba, niet ver van de grens met Roemenië.
- Békéscsaba
- Csongrád
- Makó
- Szeged

### Noordoost-Hongarije
Ook dit deel van het land herbergt een groot aantal thermale baden. De baden van Hajdúszoboszló trekken tienduizenden gasten uit binnen- en buitenland.
- Eger
- Egerszalók
- Hajdúszoboszló
- Mezőkövesd